# Ochotona opaca
El pika kazajo (Ochotona opaca) es una especie de pika endémica de Kazajistán. Se encuentra a una altitud de 400-1000 m (437,4-1093,6 yd) en áreas semi-desérticas con rocas y arbustos. Anteriormente era una población de Pika de Pallas antes de ser dividida en su propia especie. Se pensaba que el pika de Kazach era el pika de Helan Shan, pero se determinó que era genéticamente lo suficientemente distinto para ser su propia especie.